# York: Terra Incognita
A York: Terra Incognita Alison Saar sárgarézszobra az Amerikai Egyesült Államok Oregon államának Portland városában, a Lewis és Clark Főiskola campusán. A műalkotás Yorkot, Lewis és Clark expedíciójának afroamerikai résztvevőjét ábrázolja. A 2010. február 8-án felavatott szobor 1,8 méter magas; 61 centiméter átmérőjű talapzata bronzból készült.

## Fordítás
- Ez a szócikk részben vagy egészben  a   York: Terra Incognita című angol Wikipédia-szócikk ezen változatának fordításán alapul.  Az eredeti cikk szerkesztőit annak laptörténete sorolja fel. Ez a jelzés csupán a megfogalmazás eredetét és a szerzői jogokat jelzi, nem szolgál a cikkben szereplő információk forrásmegjelöléseként.